# Lom Bílina
Lom Bílina je rozsáhlým povrchovým hnědouhelným lomem, leží na hranicích okresu Most a Teplice. V blízkosti lomu se nachází města Bílina, Duchcov a Ledvice, dále pak vesnice Braňany a zaniklá vesnice Libkovice. Jde o jednu z těžebních lokalit společnosti Severočeské doly a.s. (SD). K lomu Bílina patří též několik rozsáhlých hospodářských objektů a pozemků. Ty jsou soustředěny především mimo prostory samotného lomu. V bílinské Důlní ulici nalezneme například velkou čerpací stanici především pro doplňování PHM do vozidel SD. Mimo jiné je zde také velký hlavní sklad, kde se soustředí všechny různé materiály a nová i vysloužilá mechanizace, potřebná pro chod lomů a správu majetku SD.
Možnosti těžby byly kvůli katastrofální devastaci krajiny severních Čech omezeny  územními limity stanovenými vládním nařízením roku 1991. Tyto limity byly v lomu Bílina prolomeny (rozšířeny) rozhodnutím vlády Bohuslava Sobotky v roce 2015, zatímco v případě lomu ČSA, kde možné prolomení ohrožovalo město Horní Jiřetín, zůstaly zachovány. Rozsah těžby je kontroverzním politickým a společenským tématem, proti těžbě vystupuje mj. spolek Limity jsme my.

## Historie
Původní lom nesl jméno Velkolom Maxim Gorkij a byl jedním ze závodů Doly Julia Fučíka, koncernový podnik (do roku 1976 národní podnik). Otvírka byla provedena severozápadně od města Bílina. Lom postupně přetěžil důl Aloise Jiráska a pokračuje směrem k Mariánským Radčicím.

## Uhlí
Uhlí se zde dobývá z třetihorní hnědouhelné sloje vzniklé z původního rašelinného močálu. Těží se zde především nízkosirnaté energetické uhlí. Roční těžba je 8–9 mil. tun uhlí při odklizu nadložních zemin 50 mil. m³. Veškeré vytěžené uhlí v závislosti na jeho kvalitě je upraveno tříděním, drcením a rozdružováním v úpravně uhlí Ledvice na obchodní uhelné produkty tříděného uhlí, prachového uhlí a palivových směsí s určením pro široké spektrum odběratelů v průmyslu, energetice, teplárenství a pro komunální spotřebu.
Většinu vytěženého uhlí používá jako palivo elektrárna Ledvice.

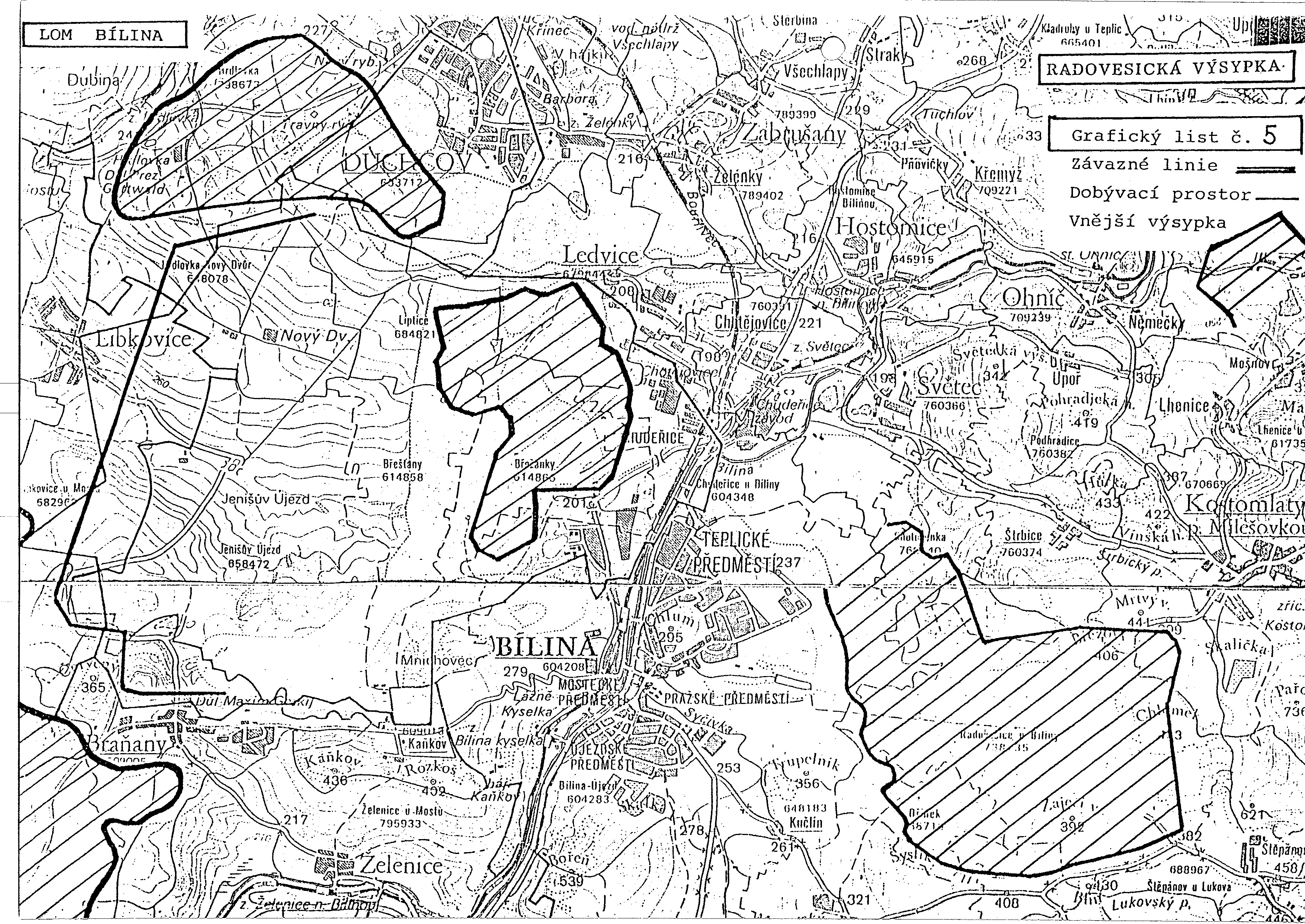
Limity na lomu Bílina

## Výsypkové hospodářství
Se zahájením těžby na lomu Bílina byla založena vnější výsypka Pokrok u města Duchcov a výsypka Radovesice. Většina vytěžené skrývky je zakládána na vnitřní výsypku.

## Důsledky těžby
V průběhu těžby byl přerušen tok Radčického, Lomského a Loučenského potoka, původní přítoky Bíliny. Toky jsou svedeny přeložkou do Loučenského potoka a zbytek je zachycen v nádrži na hraně lomu a přečerpáván mimo těžební prostor. V předpolí lomu bylo provedeno množství drenáží a úprav, které chrání těžbu před přívaly vody. Také byla v průběhu těžby přeložena silnice II/256, která vedla přes Jenišův Újezd a Libkovice, dnes vede přes Mariánské Radčice.
V lomu Bílina se nachází absolutně nejníže položené otevřené místo v Česku, jedná se ale o zeměpisný rekord vzniklý v důsledku lidské činnosti. Jedná se o místo, kde leží čerpací stanice odvádějící vodu z lomu, toto místo mělo v roce 2014 nadmořskou výšku 20,4 m. Jelikož těžba pokračuje, místo se stále prohlubuje a v budoucnosti bude ležet níže než hladina moře.

### Zaniklé vesnice
Na území dnešního lomu se nacházelo několik vesnic, které byly v důsledku těžby zbořeny. Uvedeny jsou s datem zániku:
- Břežánky (1972)
- Břešťany (1972)
- Jenišův Újezd (1972–1974)
- Liptice (1976)
- Libkovice (1991–1993)

## Korekce limitů a budoucnost

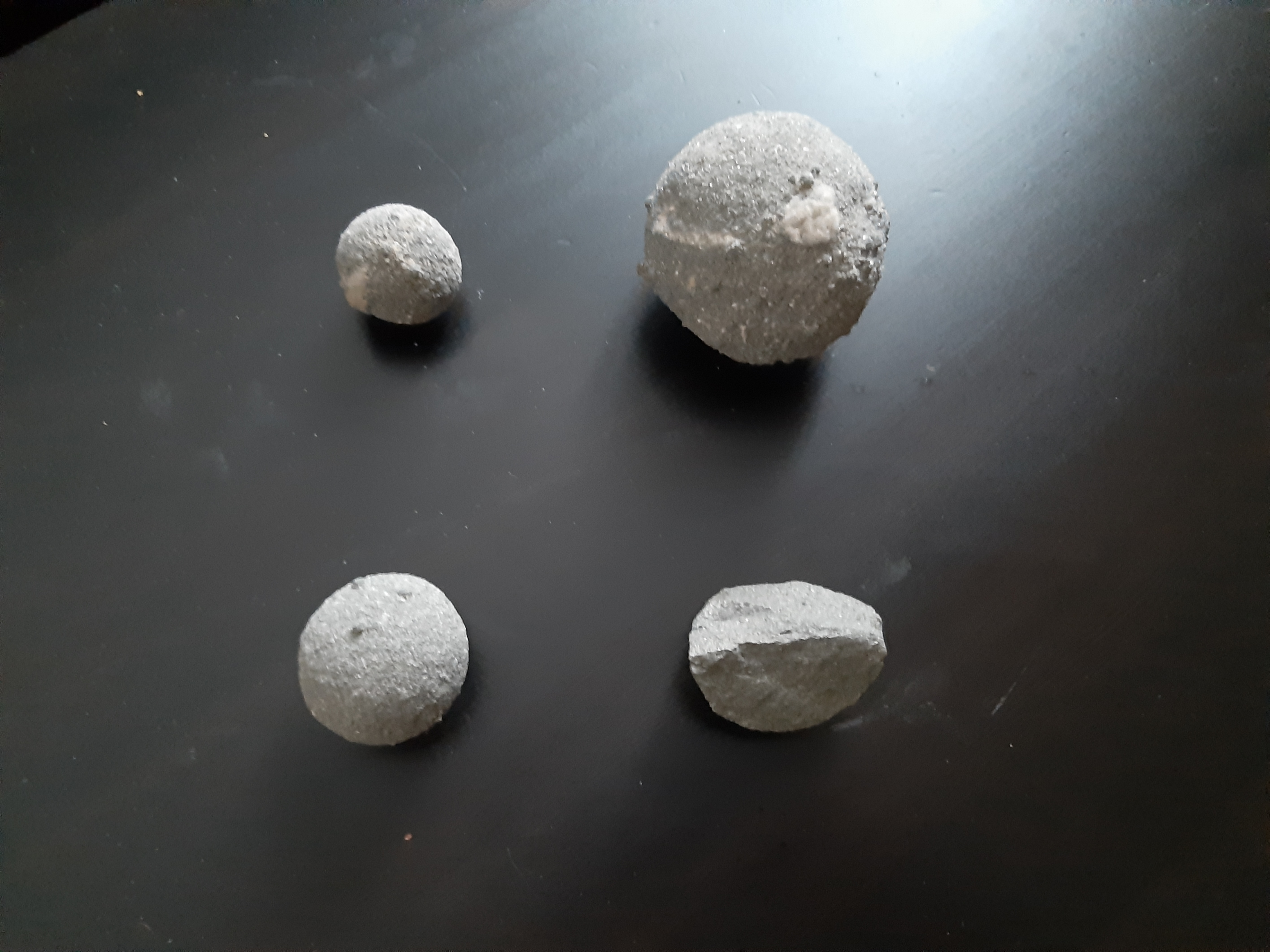
Přírodně vzniklé kamenné koule nalezené v lomu. Údajně jsou k nalezení pouze v severočeské uhelné pánvi, anebo v Jihoafrické republice.

Původní limity těžby byly nastaveny v roce 1991 a zasahovaly na vzdálenost 250 metrů od obce Braňany. V roce 2008 byl schválen plán dobývání na lomu Bílina do roku 2030, který zahrnoval korekci, která umožnila na žádost obce posunutí o zhruba 400 metrů dále. Společnost zde přišla o 31,8 milionu tun uhlí a získala stejné množství poblíž bývalých Libkovic. Také se vyjednala ochrana proti prašnosti z těžby v podobě dvou nových lesoparků u Mariánských Radčic.
O postupném útlumu těžby nebo prolomení stanovených limitů se jednalo v roce 2015. Vláda v říjnu rozhodla o prolomení limitů v lomu Bílina, zatímco v lomu ČSA zůstaly limity zachovány. Roli hrálo to, že pokračování těžby na Bílině nevyžaduje bourání žádných obytných částí a vlastnictví lomu polostátním ČEZem. Prolomením bude možné získat asi 100 milionů tun uhlí, které bude určeno přednostně do tepláren.